# Papa Roach
Papa Roach — американская рок-группа из города Вакавилль, штат Калифорния, образованная в 1993 году. Обрела мировую известность благодаря своему второму альбому Infest (2000).
К настоящему моменту группа выпустила 9 мини-альбомов, 1 концертный альбом и 12 студийных альбомов, последний из которых, Ego Trip, был выпущен 8 апреля 2022 года.
Альбомы группы разошлись общим тиражом более 20 миллионов экземпляров.

## История группы

### Ранние годы (1993 — 1999)
Формирование Papa Roach началось в январе 1993 года, когда Джекоби Шэддикс (вокал) и Дэйв Бакнер (ударные) встретились на футбольном поле Вакавилльской средней школы, где завели разговор о музыке. Вскоре к ним присоединились Уилл Джеймс (бас-гитара) и Бен Лютер (тромбон). Они решили принять участие в школьном конкурсе талантов, где исполнили песню Джими Хендрикса «Fire», но не победили. В 1993 Лютер был заменен на Джерри Хортона (гитара) из соседней Вэнденской школы. Хортона познакомила с группой его подруга, которая была фанаткой. В то время Papa Roach репетировали каждый день и устраивали выступления. Их первый туровой автобус назывался Moby Dick, в честь которого Шэддикс взял себе псевдоним Coby Dick. Группа была названа в честь прадеда Шэддикса, Говарда Уильяма Роача, которого близкие звали «Папа Роач» («Papa Roach»). Роач совершил самоубийство в 2006, когда у него был диагностирован рак в терминальной стадии. Группа почтила его память альбомом The Paramour Sessions.
В 1994 году Papa Roach записали дебютный EP, Potatoes for Christmas. Дэйва Бакнера временно заменил Райан Браун, поскольку Бакнер провел год в Сиэтле, изучая искусство. В 1995 была записана двухтрековая демо-запись Caca Bonita. К тому времени Бакнер уже вернулся. В 1996 году Уилл Джеймс, который много времени проводил в летнем церковном лагере, был заменен Тобином Эсперансом, потому что отсутствие Джеймса ограничило бы группу в летних репетициях и концертах. Поскольку Тобин уже некоторое время общался с участниками Papa Roach и сопровождал их в поездках, смена бас-гитариста прошла легко.
4 февраля 1997 года группа выпустила свой первый полноформатный альбом Old Friends From Young Years. Во время туров Papa Roach делили сцену с такими группами, как Incubus, Powerman 5000, (hed) P.E., Snot, Far, Earth, Wind & Fire и Static-X.
В 1998 году Papa Roach выпустили EP 5 Tracks Deep. Запись распродалась количеством в более чем 1000 копий в первый же месяц релиза. Год спустя они записали ещё один EP, Let ’Em Know, который оказался последним независимо выпущенным релизом. На успех записи обратил внимание лейбл Warner Bros., профинансировавший ещё один EP, предназначенный только для прослушивания фирмой звукозаписи. Мини-альбом был спродюсирован Джеем Бомгарднером, который в последующем работал с группой над альбомами Infest и Metamorphosis. На EP были представлены демо-версии песен «Infest», «Last Resort», «Broken Home», «Dead Cell», и «She Loves Me Not» — первые четыре из них вошли в альбом Infest, а последняя — в альбом Lovehatetragedy.
Warner Bros. не впечатлила демо-запись Papa Roach, но вскоре с группой связались люди из лейбла Dreamworks, желая заключить контракт на запись альбома.

### Дальнейшие достижения и укрепление успеха (1999 — 2005)
После подписания контракта с Dreamworks в октябре 1999 группа незамедлительно начинает записываться в студии для своего дебютного мейнстримового альбома Infest. Альбом включает в себя четыре старые песни из независимых EP, которые были перезаписаны, и семь новых. «Infest» был представлен на суд слушателя в США 25 апреля 2000 года, и в первую же неделю было распродано 30,000 копий. После релиза альбома и клипа на сингл «Last Resort» Papa Roach играют на концертном туре «Mainstream Tour» и множестве других мероприятий.
В конце 2000 года они посетили Великобританию со своим туром, понимая, что становятся популярными по всему миру. В 2001 году группа играет в туре, где они играли на главной сцене (как в США, так и в Великобритании).
После большого количества концертов, данных по всему миру, особенно в США, Великобритании и Японии, группа вновь решает засесть в студии, чтобы записать второй мейнстрим-альбом, который имел первоначальное (рабочее) название Born to Rock, но вскоре изменённое на Lovehatetragedy. Альбом выпустили в США 18 июня 2002 года, и хотя он был распродан меньшим тиражом, чем предшествующий, он наделал гораздо больше шума в альбомных чартах США и Великобритании. На альбоме заметно изменение звучания. На песню «She Loves Me Not» снимается клип, где действие происходит в мрачном парке аттракционов. Затем появляется клип «Time & Time Again», первый техно сингл группы, клип должен был закончиться прыжком участников группы с моста, но так как ранее там произошла трагедия, связанная с суицидом, от этой затеи пришлось отказаться.
В конце 2003 года Papa Roach занимают студию для записи своего четвертого альбома с рабочим названием Dancing In the Ashes. Позже название пластинки сменили на Getting Away with Murder. Группа работала с признанным продюсером-мастером Говардом Бенсоном, который записал такие песни, как «Take Me» и «Scars». По окончании записи альбома группа снимает клип на сингл «Getting Away with Murder» и начинает разогреваться перед большими турами в поддержку нового релиза, давая небольшие клубные выступления. Чуть позже поклонники группы будут критиковать Getting Away with Murder за более мягкое звучание по сравнению с предыдущими альбомами. Но, независимо от этого, он был распродан большим тиражом, чем Lovehatetragedy, главным образом благодаря второму синглу с альбома — «Scars». На настоящий момент альбом продан более чем миллионным тиражом и сертифицирован как платиновый.
В 2005 году Papa Roach тратят очень много времени на различные концертные выступления. В ноябре группа выпускает концертный DVD, названный Live And Murderous In Chicago. Это выступление, длящееся 80 минут, было записано в театре The Vic Theater в Чикаго 1 мая 2005 года.

### The Paramour Sessions (2006 — 2007)
12 сентября 2006 года Papa Roach выпускают свой четвёртый альбом The Paramour Sessions. Группа выбирает в качестве названия место, где проходила запись — особняк Парамур (англ. Paramour Mansion). Идея записи альбома пришла во время записи Getting Away with Murder в особняке Гудини. «…To Be Loved» стал первым синглом с альбома. Альбом отметился более фанк-роковым, похожим на ранние работы группы, звучанием, но содержит и более мягкие баллады, как в Getting Away with Murder. Несмотря на позицию (№ 16), с которой альбом дебютировал в чарте Billboard 200, по объёмам продаж — альбом сертифицирован как 2× Платиновый (продал около 2 000 000 копий) в США.
Papa Roach поехали в тур в поддержку альбома в августе 2006 года, который содержал в себе концерты как в США, так и в Европе. В октябре 2006 года они играют (во время всего тура по США), имея огромный успех. P-Roach также являлись специально приглашённой группой в туре «the Zippo Hot Tour»
10 октября 2006 года трибьют-альбом Perfect Murder: Strung Out on Papa Roach был выпущен коллективом Vitamin String Quartet.
Papa Roach хотели выпустить целый сборник акустических перепевок песен, но записали лишь 3 трека — «Forever», «Scars», и «Not Coming Home» (все они были записаны в Шотландии). «Not Coming Home» был записан для благотворительного Рождественского альбома KROQ, названного Kevin and Bean’s Super Christmas. С тех пор запись акустического сборника отложена на будущее. В интервью сайту billboard.com Джекоби Шэддикс объяснил это тем, что «фанаты Papa Roach еще не готовы к столь радикальной смене звучания».
25 апреля 2007 года было объявлено, что Дэйв Бакнер не будет участвовать в текущем туре. Как объяснил позже звукозаписывающий лейбл группы, Дэйв потребовал немного времени, чтобы отдохнуть и разобраться в личной жизни. Джекоби Шэддикс позднее подтвердил радиостанции Launch Radio Networks, что Дэйв проходил проверку в восстановительной лечебнице. Барабанщик группы Unwritten Law Тони Палермо временно играл в летнем туре с Papa Roach, заменяя Дэйва.
«Forever» — это второй сингл с альбома The Paramour Sessions. Он находился в постоянной ротации на радио в Америке.
23 мая 2007 года, более чем через 4 месяца как «Forever» была запущена в ротацию на радио, группа сняла официальный видеоклип на эту песню в Лос-Анджелесе, режиссёром был Мейерт Авис. Дэйв Бакнер присутствует в видеоклипе. 15 июня 2007 года видео дебютировало на AOL. Теперь же официальной версией клипа является мэш-версия клипа Мейерта Ависа и фаната группы Рамона Бутвисета, победителя конкурса «Создай свою версию клипа».
«Time Is Running Out» был объявлен третьим синглом с альбома в конце 2007, однако официального видео снято не было.

### Metamorphosis (2008 — 2009)
В конце февраля 2008 группа вновь въехала в особняк Парамур для записи нового альбома. К сожалению, в это же время из группы ушёл барабанщик Дэйв Бакнер, но практически сразу ему нашли замену. Новым участником Papa Roach стал Тони Палермо.
Первоначально пластинка должна была иметь название Days of War, Nights of Love, но по некоторым причинам оно было изменено на Metamorphosis. Некоторые песни с нового альбома, такие как «Hanging On» (нынешнее название — «Lifeline»), «Change or Die», «I Almost Told You That I Loved You» и «Hollywood Whore» группа играла на концертах задолго до его релиза.
15 апреля Papa Roach объявили, что будут участвовать в туре группы Mötley Crüe — «Cruefest», вместе с Sixx: A.M., Buckcherry и Trapt. Тур начался 1 июля в Вест Палм Бич, Калифорния.
26 октября 2008 был выпущен клип на песню «Hollywood Whore». Также второй песней, появившейся в сети до выхода альбома, стала «Lifeline», которая заметно отличается от предыдущих работ группы. Альбом был выпущен 24 марта 2009.
Последним синглом с Metamorphosis стала песня «I Almost Told You That I Loved You», на которую был отснят клип.

### Time for Annihilation (2010 — 2011)
На 31 августа 2010 года анонсирован выход нового концертного альбома группы, который получил название Time for Annihilation. Он будет включать в себя 9 «живых» песен, записанных на концерте в Бингэмтоне, Нью-Йорк, который прошёл 8 декабря 2009 года, а также 5 новых студийных песен. Пластинка выйдет на новом для группы лейбле Eleven Seven Records, так как Papa Roach разорвали контракт с предыдущей звукозаписывающей компании Interscope Records. Последний, в свою очередь, 29 июня выпустил альбом-компиляцию лучших песен группы ...To Be Loved: The Best of Papa Roach. Альбом также включил в себя ранее неизданную версию композиции «Just Go (Never Look Back)» (другая версия называлась «Don’t Look Back», была записана вместе с группой N.E.R.D. для саундтрека к фильму Biker Boyz).
В качестве сингла с грядущего альбома 22 июня 2010 года была выпущена песня «Kick in the Teeth», которая некоторое время была доступна для бесплатного скачивания прямо с официального сайта группы. 30 июня вышел официальный клип на данную песню (был отснят 26 мая 2010), а несколькими днями ранее была выпущена альтернативная версия, представляющая собой нарезку из концертного выступления и закулисных съёмок.

### The Connection (2011—2013)
С 1 ноября 2011 года группа начала работу над восьмым студийным альбомом, надеясь выпустить его к середине 2012 года. Будучи в работе над альбомом, группа выпустила сингл «Even If I Could», который вошел в саундтрек к фильму «Мстители».
15 июня во время Youtube-чата с фанатами группа анонсировала дату выхода нового альбома — 2 октября 2012 года. Позднее альбом получил название The Connection. В его поддержку было выпущено 4 сингла с видеоклипами на песни «Still Swingin'», «Where Did the Angels Go?», «Before I Die» и «Leader of the Broken Hearts».

### F.E.A.R. (2014—2016)
4 февраля 2014 группа сообщила о своем намерении вернуться в студию для записи нового альбома. 18 февраля 2014 в своем Твиттере Джерри заявил, что первый сингл должен выйти «где-то около июля». 25 февраля 2014 на Youtube состоялся чат из студии, где было упомянуто, что уже записаны 3 песни — «Broken As Me», «Gravity» и «War Over Me». 24 апреля 2014 в интервью Loudwire Джекоби раскрыл еще несколько названий песен с будущего альбома: «Never Have To Say Goodbye» и «Face Everything and Rise».
18 октября 2014 был выпущен в свет первый сингл из альбома — «Warriors», записанный совместно с Royce Da 5’9. 4 ноября в интернете появился сингл «Face Everything and Rise» и клип на него. 16 декабря стал доступен к прослушиванию трек «Broken As Me». Последним синглом перед релизом полного альбома стал «Never Have to Say Goodbye», выпущенный 13 января 2015. В апреле 2015 года группа выпустила клип к песне «Gravity» (feat. Maria Brink), который был снят в их родном городе.
В интервью басист Тобин Эсперанс пообещал, что новый релиз будет значительно тяжелее предыдущих, и подчеркнул, что это было впервые, когда группа пригласила участвовать в записи своего альбома других музыкантов.
Альбом, получивший название F.E.A.R., стал доступен в магазине iTunes Store 26 января 2015 года, и в первый же день продажи достиг #1 в iTunes Store Russia.

### Crooked Teeth (2016–2018)
26 января 2016 года Papa Roach объявили, что на следующей неделе приступят к записи нового альбома. В интервью они уточнили, что новый альбом выйдет в начале 2017 года, а первый сингл появится уже в текущем году. Запись альбома была поддержана краудфандинговым сервисом PledgeMusic.
Заглавный трек альбома был выпущен в качестве промосингла 1 ноября 2016 года. Первый официальный сингл под названием «Help» вышел 17 февраля 2017 года и в апреле 2017 года возглавил хит-парад Hot Mainstream Rock Tracks, публикуемый журналом Billboard.
24 марта 2017 года группа объявила, что выход нового альбома под названием Crooked Teeth запланирован на 19 мая 2017 года.
Следующий сингл, «American Dreams», был выпущен в апреле 2017 года, а третий — «Born for Greatness», вышел в самом конце года. Сам альбом дебютировал на 20-м месте в Billboard 200 и на первом месте в списке Top Hard Rock Albums. 
И «Help», и «Born for Greatness» попали на первую строчку в Hot Mainstream Rock Tracks, таким образом сделав Crooked Teeth первым альбомом группы, сразу две песни из которого достигли такого результата.
В феврале 2018 года песня «Born for Greatness» стала новой официальной заставкой телевизионной рестлинг-программы WWE Raw, сменив «Enemies» от Shinedown.

## Музыкальный стиль
Первые три студийных альбома Papa Roach — Old Friends From Young Years (1997), Infest (2000) и Lovehatetragedy (2002) — были записаны в стиле ню-метал, и содержали элементы рэп-метала. Лирика на первых альбомах коллектива была «жёсткой» и агрессивной, однако на Lovehatetragedy она стала чуть мягче, хоть и была записана в том же жанре, что и предыдущие. Четвёртый альбом Getting Away with Murder был выпущен в 2004 году и характеризовался изменением музыкального стиля — группа полностью исключила из своего репертуара ню-метал и заменила его на альтернативный рок и альтернативный метал. Тем не менее на последующих альбомах Papa Roach время от времени возвращались к своему предыдущему стилю — например, песня «...To Be Loved» с альбома The Paramour Sessions была записана в стиле ню-метал. На альбоме The Connection группа вернулась к своему предыдущему звучанию и записала несколько треков в стиле ню-метал.
«Roses On My Grave» — единственная песня, в которой содержатся оркестровые инструменты, являющиеся отличительной чертой The Paramour Sessions, так как ранее ничего подобного в творчестве группы ещё не было.

## Состав группы

### Действующий
- Джекоби Шэддикс — вокал (с 1993)
- Джерри Хортон — электрогитара, бэк-вокал (с 1993)
- Тобин Эсперанс — бас-гитара, программирование, бэк-вокал (с 1996)
- Тони Палермо — ударные (с 2007)

### Бывшие участники
- Дэйв Бакнер — ударные (1993—2007)
- Уилл Джеймс — бас-гитара (1993—1996)

### Сессионные участники
- Бен Лютер — тромбон (1993)
- Райан Браун — ударные (1994)
- Майк Доэрти — гитара (2002)
- Энтони Эсперанс — ритм-гитара, клавишные, перкуссия, бэк-вокал (с 2017)

Временная шкала

## Дискография
- Old Friends from Young Years (1997)
- Infest (2000)
- Lovehatetragedy (2002)
- Getting Away with Murder (2004)
- The Paramour Sessions (2006)
- Metamorphosis (2009)
- Time for Annihilation (2010)
- The Connection (2012)
- F.E.A.R. (2015)
- Crooked Teeth (2017)
- Who Do You Trust? (2019)
- Ego Trip (2022)

## Видеография
- DVD Live & Murderous In Chicago (2005)
- DVD Crüe Fest (2009)

## Связанные группы
- Unwritten Law
- Last Angels
- The Halo Method